# 沙爾斯 (密蘇里州)
沙爾斯（英語：Schalls）是位於美國密蘇里州佩里縣的非建制地區。

## 歷史
沙爾斯的郵局於1877年設立，其後於1915年停運。

## 地理
沙爾斯所處的海拔為高於海平面189米（即620英呎），而該地所採用的時區為UTC-6，即北美中部時區（CST）。同時該地設有夏令時間，為UTC-6調快一小時，即UTC-5（CDT）。